# フランスの言語
フランス語は、フランス共和国憲法第2条において制定された、フランス共和国の唯一の公用語である。標準フランス語は、フランス国内において、最も多く話されている。
その他の地域言語も、地域によって異なる使用範囲で第２言語として話されており、ドイツ語方言（アルザス語・1.44%）、ケルト系言語（ブルトン語・0,61%）、ガロ・ロマンス系言語（オイル語・1.25%、オクシタン語・1.33%）などがある。これらの言語の中には、ベルギー、ドイツ、スイス、イタリア、スペインなどの周辺国で話されている言語もある。

## 言語の地位
フランス共和国憲法第2条は、フランス共和国の公用語をフランス語と定めており、フランス政府は法に基づいて、全ての職務をフランス語で遂行しなければならない。フランス政府は、全ての情報がフランス語で利用可能にすることを任務の一つにしている（但し、多言語も使用可能）。しかし、個人、企業またはその他のメディアにおけるフランス語の使用は、フランス政府の管轄するところではない。
2008年7月のヴェルサイユにおける議会において、地域言語の公的承認を可能にするための、憲法改正が行われた。

## 言語一覧

フランスにおける、地域言語の分布。（標準フランス語は、フランス本土及び海外県・海外領土を含むフランス全土において広く使用されている。）

### 公用語
フランス語（フランス共和国憲法第２条）

### 地域言語
フランス本土における地域言語は以下の通り。

#### ケルト系言語
- ブルトン語

#### ゲルマン系言語
- アルザス語
- フラマン語：西フラマン語（オランダ語方言）
- ロレーヌ・フランコニアン語

#### イタロ・ダルマチア系言語
- コルシカ語

#### ガロ・ロマンス系言語
- オイル語系:
  - Berrichon
  - Bourguignon-Morvandiau
  - シャンパーニュ語
  - Franc-Comtois
  - フランス語
  - ガロ語
  - ロレーヌ語
  - ノルマン語
  - ピカルディ語
  - Poitevin and Saintongeais
  - ワロン語
  - Angevin
  - Manceau
  - Mayennais
- オクシタン語:
  - ビバロ・アルピーネ語
  - Auvergnat
  - ガスコーニュ語 (Béarnais, Landais)
  - ラングドック語
  - リムーザン語
  - ニサール語
  - プロヴァンス語
- カタルーニャ語
- フランコ・プロヴァンサル語:
  - Bressan
  - Dauphinois
  - Forèzien
  - Jurassien
  - Lyonnais
  - Savoyard
- ガロ・イタリア語
- リグリア語

#### その他
- バスク系言語
  - バスク語